# Incisencyrtus afer
Incisencyrtus afer är en stekelart som beskrevs av Prinsloo 1988. Incisencyrtus afer ingår i släktet Incisencyrtus och familjen sköldlussteklar.
Artens utbredningsområde är Zimbabwe. Inga underarter finns listade i Catalogue of Life.